# Blastocystis enterocola
Blastocystis enterocola är en svampart som beskrevs av Alexeev 1911. Blastocystis enterocola ingår i släktet Blastocystis, divisionen sporsäcksvampar och riket svampar.   Inga underarter finns listade i Catalogue of Life.